# Orne (rivier)
De Orne is een 158 km lange rivier in Normandië, in de departementen Orne en Calvados.
De bron van de rivier is bij Aunou-sur-Orne; de monding in het Kanaal is bij Ouistreham. De belangrijkste stad aan de Orne is Caen. Tussen 1836 en 1857 werd een kanaal evenwijdig met de Orne gegraven tussen Caen en Ouistreham.